# Schatten-Segge
Die Schatten-Segge (Carex umbrosa) ist eine Pflanzenart aus der Gattung der Seggen (Carex) innerhalb der Familie der Sauergrasgewächse (Cyperaceae).

## Beschreibung

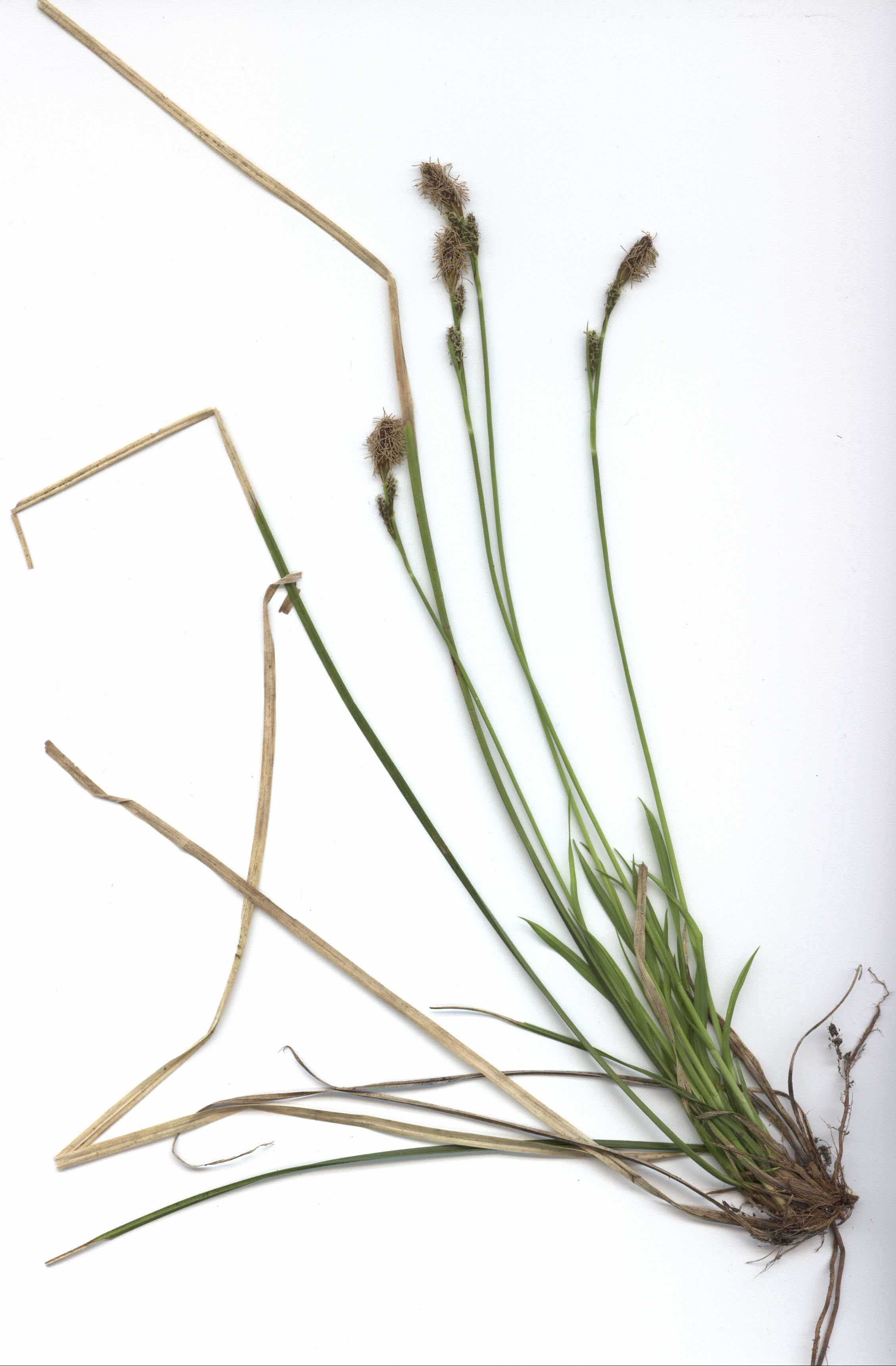
Habitus, die vorjährigen Blätter sind viel länger als der Blütenstand

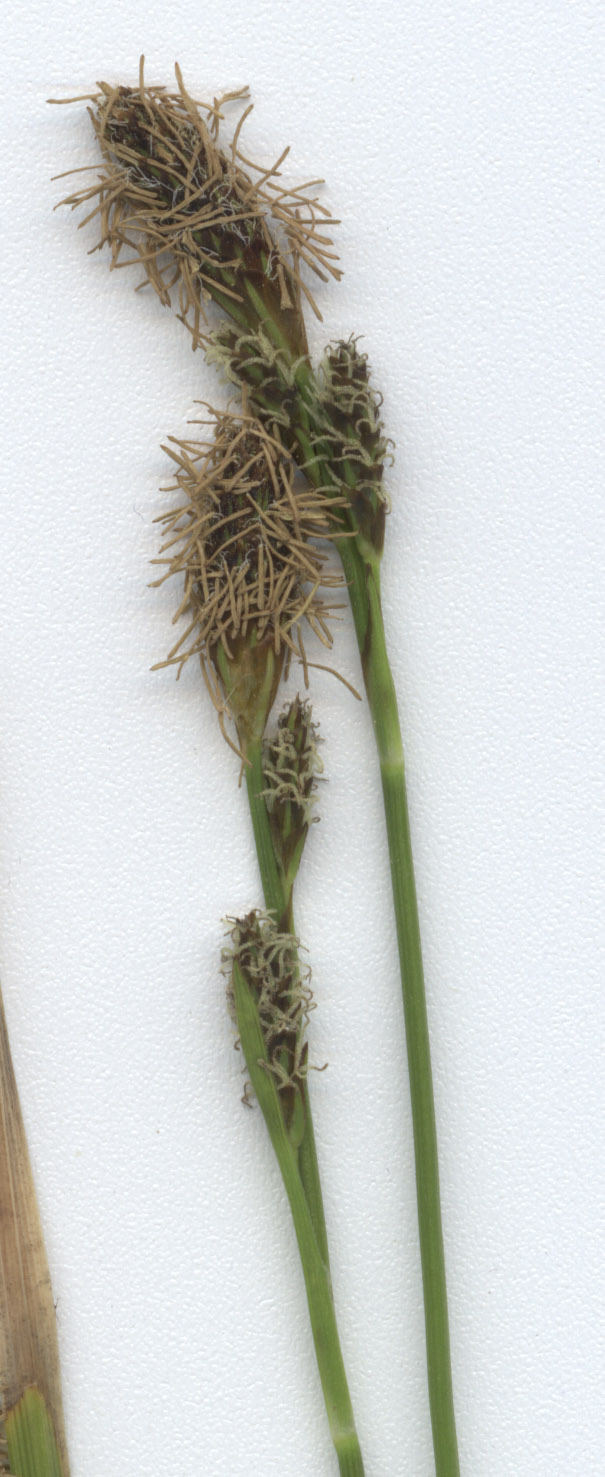
Blütenstände

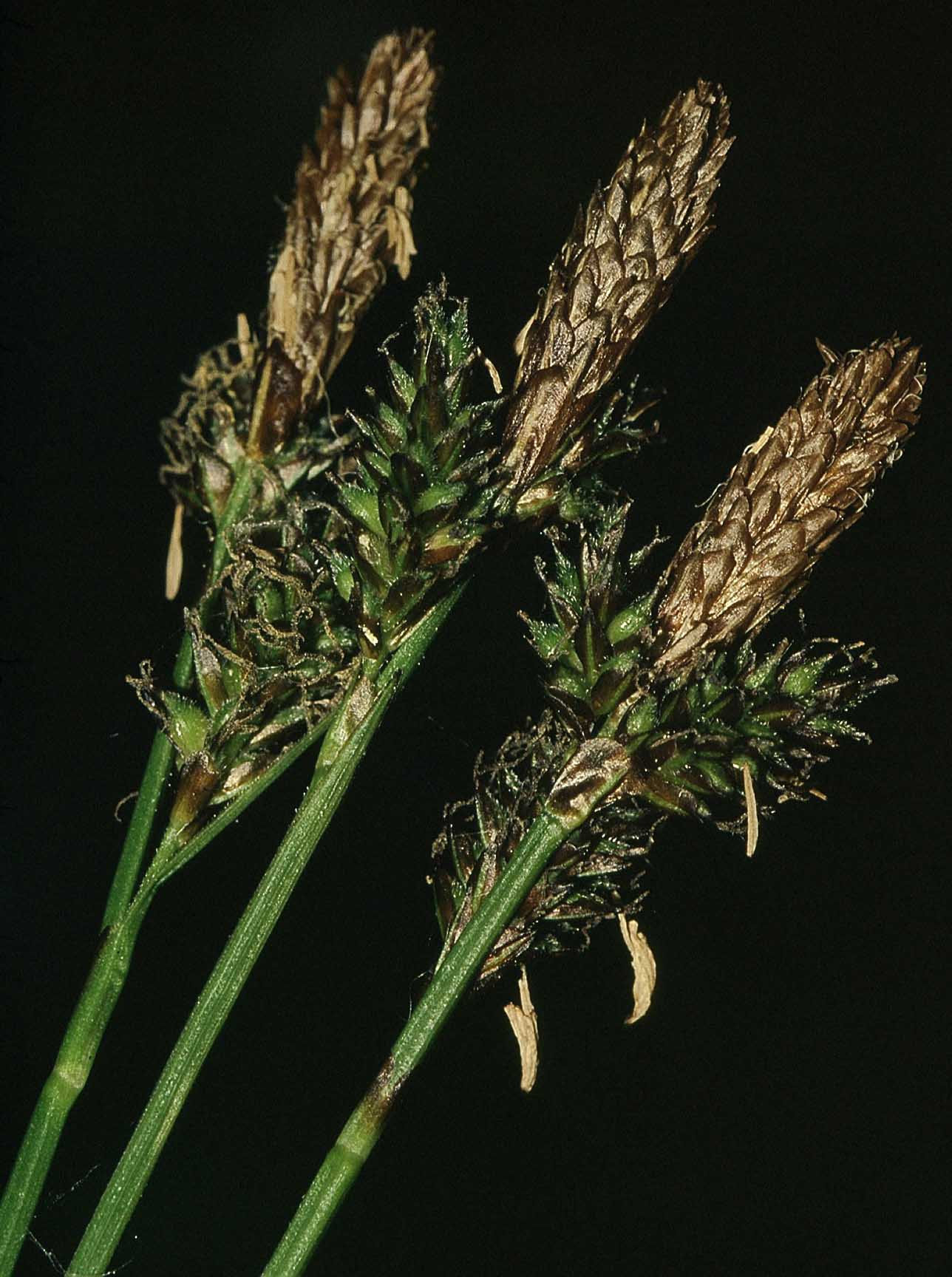
Blütenstand mit Fruchtschläuchen

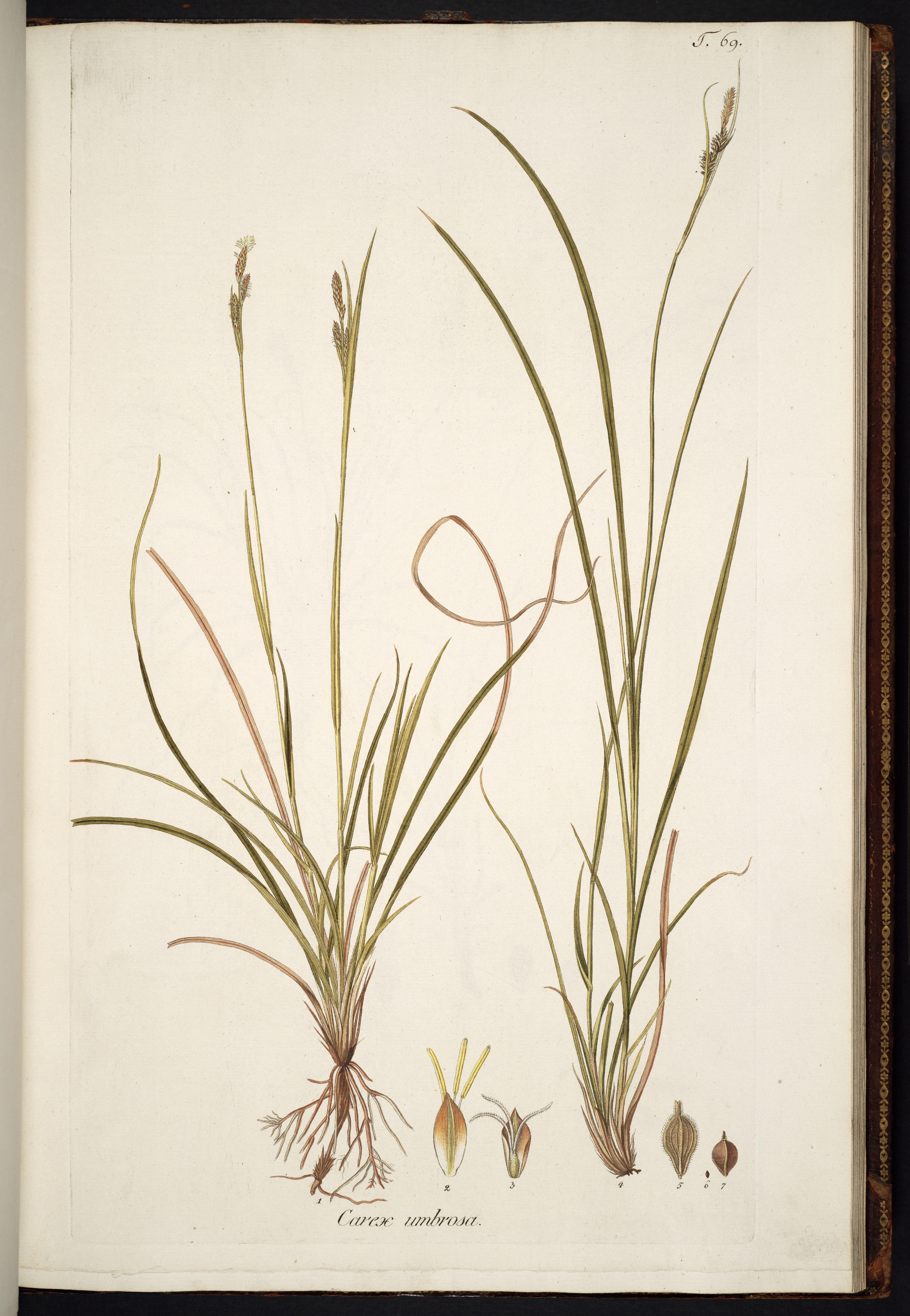
Illustration aus der Erstbeschreibung durch Nicolaus Thomas Host in Icones et Descriptiones Graminum Austriacorum, Band 1, 1801, Tafel 69

### Vegetative Merkmale
Die Schatten-Segge wächst als überwinternd grüne, ausdauernde krautige Pflanze und erreicht Wuchshöhen von meist 20 bis 50 Zentimetern. Sie wächst in dichten Rasen und besitzt keine Ausläufer. Der steif aufrechte Stängel ist bei einer Breite von etwa 1 Millimetern stumpf-dreikantig, oft kürzer als die später sehr verlängerten, schlaffen Laubblätter und nur am Grund beblättert. Die untersten Blattscheiden lösen sich in viele grau- bis schwarz-braune Fasern auf und bilden so einen dichten Faserschopf. Die Laubblätter des Vorjahrs sind länger als die Blütenstängel. Die gras-grünen, steifen Laubblätter sind 1,5 bis 3 Millimeter breit und am Rand oft bis zum Grunde rau.

### Generative Merkmale
Die Blütezeit liegt vorwiegend in den Monaten April bis Juni. Die Schatten-Segge entwickelt meist zahlreiche Blütenstängel. Der gesamte Blütenstand weist meist eine Länge von etwa 3 Zentimetern auf. Die Schatten-Segge gehört zu den Verschiedenährigen Seggen, bei denen die Ährchen verschieden gestaltet sind. Das obere oder die obersten Ährchen enthalten dabei fast immer nur männliche Blüten, während das untere oder die unteren fast immer nur weibliche enthalten. Die ein bis zwei männlichen Ährchen sind bei einer Länge von 10 bis 15 Millimetern und einer Breite bis zu 5 Millimetern kegelförmig mit gerundetem oberen Ende. Die zwei oder drei weiblichen Ährchen stehen nah zusammen und sind bei einer Länge von 7 bis 15 Millimetern kurz-walzenförmig; zumindest das unterste ist kurz gestielt. Das unterste Tragblatt ist häutig, besitzt eine 4 bis 10 Millimeter lange Scheide und eine kurze, raue Spreite. Die oliv-braunen Deckblätter der weiblichen Blüten sind verkehrt-eiförmig, mehr oder weniger gestutzt und durch den auslaufenden, grünen Mittelnerv stachelspitzig. Die Tragblätter der männliche Blüten sind gelbbraun. Die dicht behaarten (selten kahlen) Fruchtschläuche sind bei einer Länge von 2 bis 3 Millimetern verkehrt-eiförmig und aufgeblasen dreikantig; sie sind nach unten allmählich verschmälert, nach oben plötzlich in einen kurzen aber deutlichen Schnabel verschmälert. Der Fruchtknoten trägt drei Narben.
Die Frucht ist dreikantig und weißlich-gelb.
Die Chromosomenzahl beträgt 2n = 66.

## Ökologie
Bei der Schatten-Segge handelt es sich um einen mesomorphen Hemikryptophyten.
Die Bestäubung erfolgt durch den Wind. Die Ausbreitung der Diasporen erfolgt durch den Wind, durch Ameisen, Klettausbreitung oder Selbstausbreitung.

## Vorkommen
Carex umbrosa kommt in Europa von den Pyrenäen im Westen, über Mitteleuropa, Norditalien, den nördlichen Balkan bis nach Russland, der Mongolei und Japan vor. Sie ist ein gemäßigt-kontinentales Florenelement. In Europa fehlt die Art nur in den Ländern Portugal, Irland, Großbritannien, Island, den Niederlanden, Dänemark, Norwegen, Schweden, Finnland, Litauen, Lettland, Bosnien-Herzegowina, Moldau, Nordmazedonien, Griechenland und dem europäischen Teil der Türkei.
In Mitteleuropa ist sie selten; im mitteleuropäischen Tiefland fehlt sie ganz; sonst fehlt sie in größeren Gebieten Mitteleuropas; sie erreicht in Mitteleuropa die Nordgrenze ihres Verbreitungsgebiets. In Deutschland kommt die Schatten-Segge meist zerstreut im mittleren und südlichen Gebiet vor. Im nördlichen Flachland fehlt sie jedoch. In Österreich und der Schweiz findet man sie in allen Bundesländern bzw. Kantonen zerstreut bis selten.
Die Schatten-Segge wächst in Laubwäldern, Waldwiesen und Borstgrasrasen in feuchten, oft schattigen Lagen. Die Schatten-Segge gedeiht in kalk- und mullhaltigen Lehm- oder Tonböden. Sie steigt in den Mittelgebirgen und in den Alpen auf zuweilen oberflächlich entkalkten Böden in Höhenlagen bis etwa 1800 Metern. Am Zirbitzkogel in der Steiermark erreicht sie 1830 Meter. Sie ist eine Charakterart des Verbands Carpinion, kommt aber auch im Luzulo-Fagetum oder in größeren Höhenlagen in Pflanzengesellschaften der Ordnung Nardetalia vor.
Die ökologischen Zeigerwerte nach Landolt et al. 2010 sind in der Schweiz: Feuchtezahl F = 3w (mäßig feucht aber mäßig wechselnd), Lichtzahl L = 3 (halbschattig), Reaktionszahl R = 3 (schwach sauer bis neutral), Temperaturzahl T = 4 (kollin), Nährstoffzahl N = 3 (mäßig nährstoffarm bis mäßig nährstoffreich), Kontinentalitätszahl K = 4 (subkontinental).

## Systematik
Die Erstbeschreibung von Carex umbrosa erfolgte 1801 durch Nicolaus Thomas Host in Icones et Descriptiones Graminum Austriacorum, Band 1, S. 52, Tafel 69.
Je nach Autor gibt es drei oder vier Unterarten:
- Carex umbrosa subsp. huetiana (Boiss.) Soó (Syn.: Carex huetiana Boiss., Carex polyrrhiza var. huetiana (Boiss.) P.Fourn., Carex umbrosa var. huetiana (Boiss.) Kük., Carex mixta Miégev. nom. illeg., Carex mixta var. gynobasis Rouy, Carex praecox subsp. mixta Douin): Sie kommt in den Pyrenäen, in Bulgarien[7], in der Türkei und im Kaukasusraum vor.[6]
- Carex umbrosa subsp. pseudosabynensis T.V.Egorova (Syn.: Carex pseudosabynensis (T.V.Egorova) T.V.Egorova, Carex pseudosabynensis (T.V.Egorova) A.E.Kozhevn.): Sie kommt von Russlands Fernem Osten über Korea bis Japan vor.[6]
- Carex umbrosa Host subsp. umbrosa (Syn.: Carex longifolia Host nom. illeg., Carex polyrrhiza Wallr., Carex polyrrhiza var. decalvata Hausm. ex Döll, Carex polyrrhiza var. gynobasis Murr, Carex praecox var. longifolia Wahlenb., Carex praecox subsp. polyrrhiza (Wallr.) Douin, Carex praecox var. polyrrhiza (Wallr.) Boott, Carex praecox var. procerior Gaudin, Carex stolonifera var. procera Klett & Richt., Carex umbrosa var. decalvata (Hausm. ex Döll) Kük., Carex umbrosa var. longifolia (Wahlenb.) Nyman): Sie kommt in Europa vor.[6]

- Je nach Autor eine Unterart Carex umbrosa subsp. sabynensis (Less. ex Kunth) Kük. oder eigene Art Carex sabynensis Less. ex Kunth: Sie kommt vom Kaukasusraum sowie vom europäischen Russland über Sibirien, die Mongolei sowie Russlands Fernem Osten und Korea bis Japan vor.[6]